# متحف ومكتبة جلاسكو للمرأة
مكتبة غلاسكو للمرأة هي مكتبة عامة ومتحف وجمعية خيرية مقرها في منطقة بريدجتون في غلاسكو باسكتلندا. يعتبر المتحف هو الوحيد المعتمد المخصص لتاريخ المرأة، ويقدم معلومات ذات صلة بثقافة المرأة وإنجازاتها. يحاول المتحف العمل على المبادئ النسوية. مُنحت المكتبة الاعتراف بالأهمية الوطنية في اسكتلندا في عام 2015، حيث تحتوي على موارد قيمة تتعلق بالنساء وحياتهن. اختير المتحف في عام 2018 في القائمة المختصرة لمتحف العام. ويوفر المتحف التدريب والتعليم ويشجعهما، بالإضافة إلى مشاركة المهارات عبر المتطوعين والموظفين.

## التاريخ
تأسست مكتبة المرأة عام 1991. كانت المكتبة الأصلية موجودة في واجهة متجر في جارنيثيللي على زاوية شارع هيل ودالهوسي. نشأت المكتبة كتطوير لمشروع الملف الشخصي للمرأة، الذي كان يهدف إلى ضمان ظهور المرأة أثناء اختيار جلاسجو كعاصمة الثقافة الأوروبية. وبحلول عام 2016، وصل عدد الموظفين إلى 22، إلى جانب 100 متطوع.
انتقلت المكتبة في عام 2010 إلى مكتبة ميتشل في منطقة تشارينج كروس بالمدينة حيث احتلت رسميًا المساحة التي احتلتها مكتبة أندرستون سابقًا. انتقلت المكتبة إلى أماكن أكثر ملاءمة في شارع لاندريسي في بريدجتون، الموقع السابق لمكتبة بريدجتون التي كانت مكتبة الكاتب كارنيجي المدرجة في الفئة الثانية للمكاتب التاريخية والتي بُنيت في عام 1903. انتهت هذه الخطوة في نوفمبر 2015 بعد عامين من أعمال الترميم. كانت العمارة الجماعية مسؤولة عن التجديد الذي تضمن عمود رفع خارجي مبتكر يتضمن عناوين الكتب. وافتتحت نيكولا ستارجن المكتبة الجديدة رسميًا في 7 نوفمبر 2015.

فازت المؤسسة المشاركة الدكتورة أديل باتريك بجائزة امرأة العام في اسكتلندا في عام 2015، وجائزة امرأة العام في عام 2016.

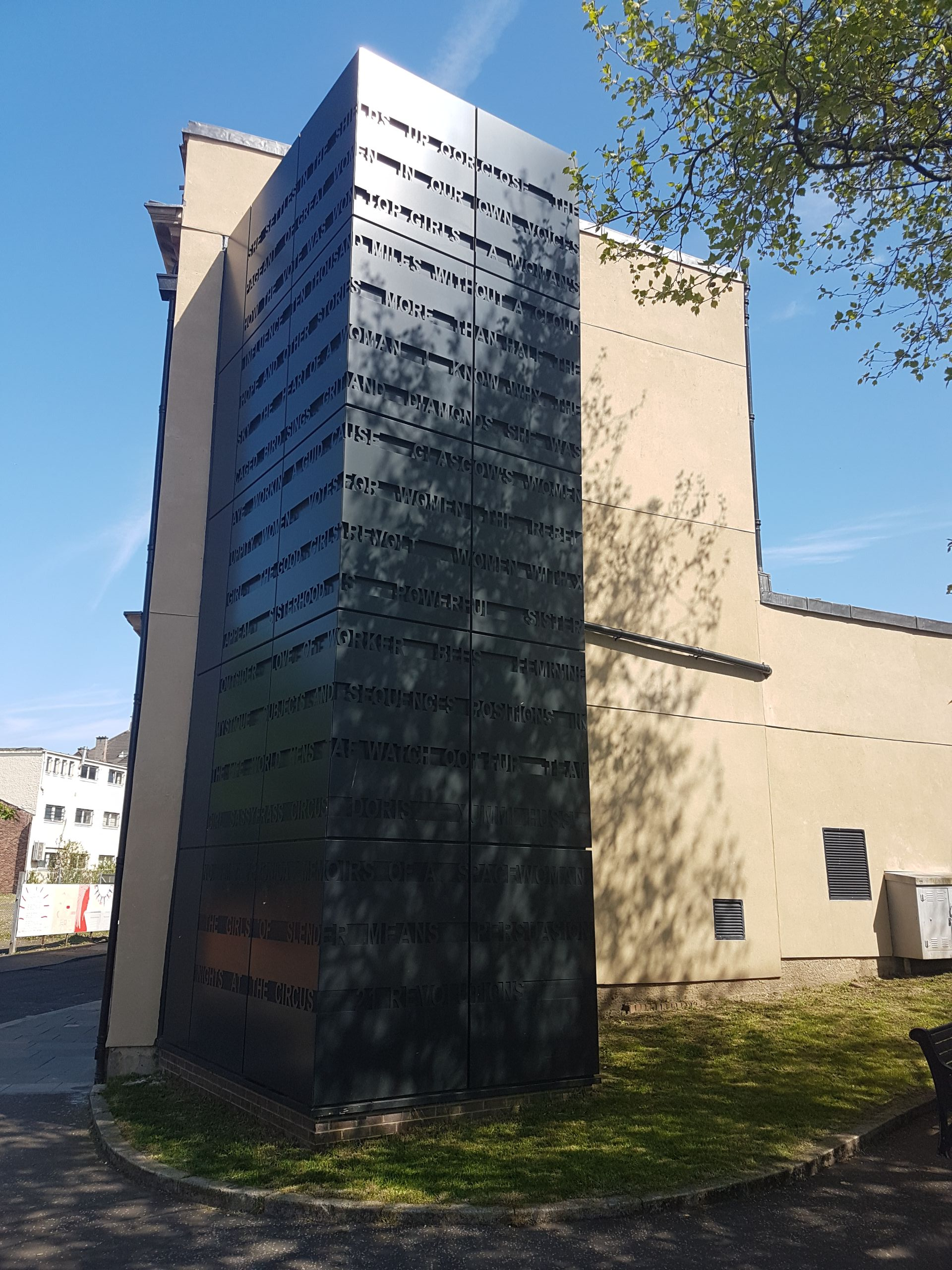
عمود المصعد الخارجي يتضمن عناوين الكتب.
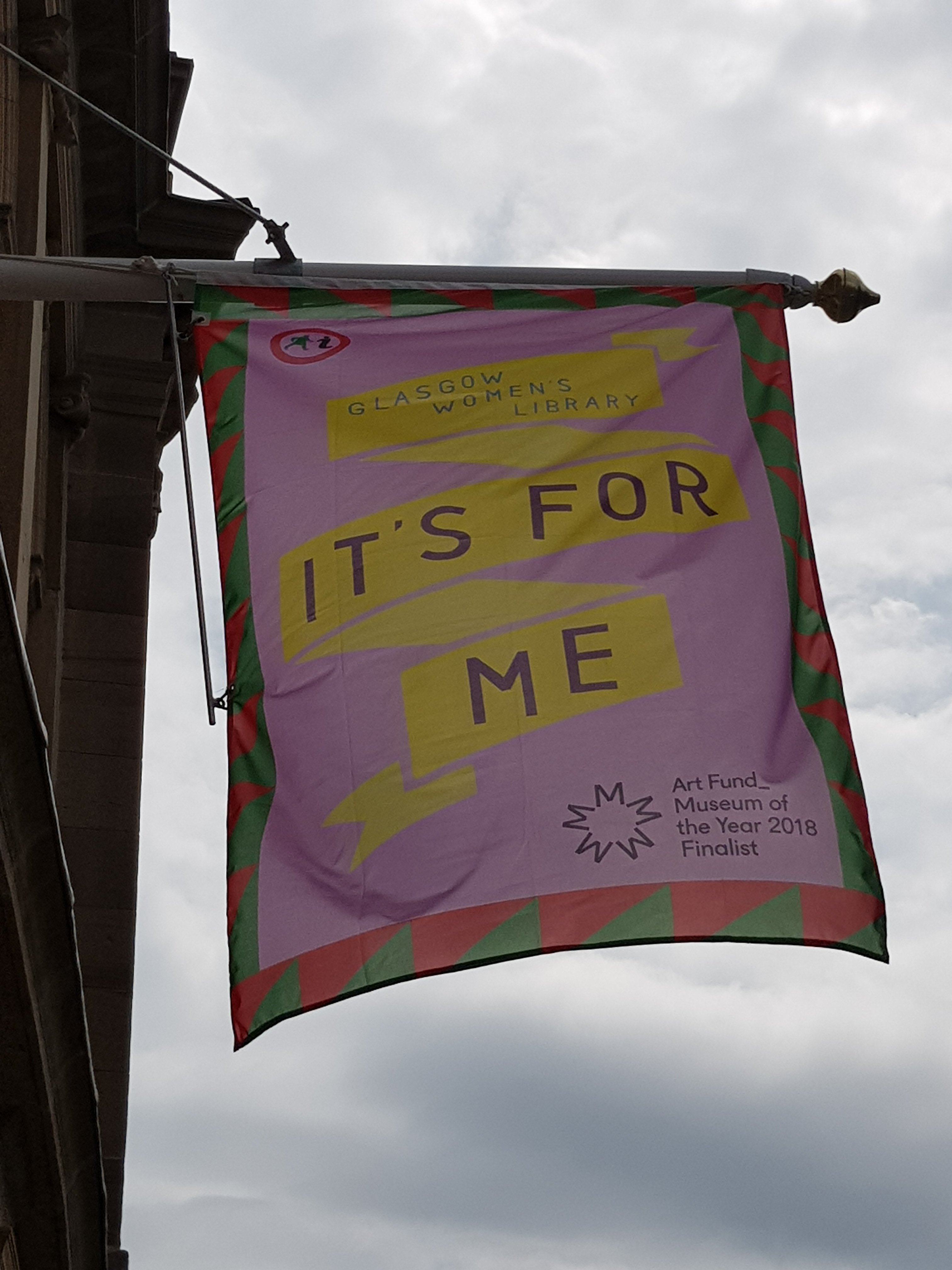
علم خارج مكتبة المرأة في غلاسكو.

## المجموعات والمشاريع

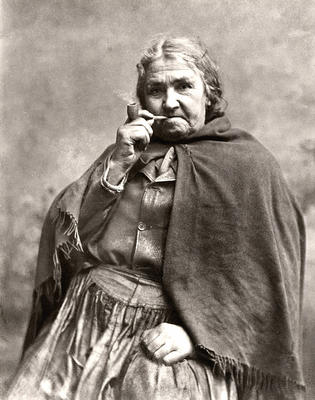
كان بيج راشيل شرطيًا خاصًا في عام 1875.

تعتبر المكتبة هي المتحف الوحيد المعتمد في المملكة المتحدة والمعني بتاريخ المرأة، وقد مُنحت مجموعة معترف بأهميتها الوطنية في اسكتلندا في عام 2015. تتضمن المجموعة تذكارات حركة الناشطات من أجل حق تصويت المرأة وأنماط الحياكة والملابس من الثلاثينيات من القرن الماضي، والنشرات السنوية للفتيات ما بين الخمسينيات والثمانينيات من القرن الماضي والنشرات الإخبارية لتحرير المرأة الاسكتلندية من السبعينيات. كما توجد مجموعة أرشيف السحاقيات بين مجموعاتها الأرشيفية، والتي تعد أحد أهم مجموعات مجتمع الميم في المملكة المتحدة.
تضم المكتبة المتحف الوطني لرولر ديربي؛ وهي رياضة برعت فيها النساء. ويشمل المتحف المعدات والبرامج والمنشورات الرياضية بما في ذلك مجلة إنلاين.
أطلقت المكتبة مشروع ثورات 21 (بالانجليزية: 21 Revolutions) في عام 2011 احتفالًا بعيد ميلادهم الحادي والعشرين في عام 2012، بتكليف مجموعة من 21 فنانًا و21 كاتبًا بما في ذلك جانيس غالواي ودينيس مينا لعمل أعمال مستوحاة من مجموعتهم. ونُشر العمل في كتاب يحمل نفس الاسم.
رشحت المكتبة في عام 2015 شجرة الاقتراع، وهي شجرة بلوط في حديقة كلفينجروف، لجائزة شجرة العام من وودلاند ترست الاسكتلندية. فازت شجرة البلوط بالجائزة ثم رُشحت لجوائز شجرة العام الأوروبية لعام 2016.
عرضت المكتبة التي تعمل مع يوثلينك اسكتلاندا في عام 2017 بحثًا عن نساء ملهمات من خمسة مجتمعات. ودعم المشروع صندوق يانصيب التراث.
تعتبر المكتبة موطن لمجموعة نسوية موسعة تساعد على توثيق حياة وتجارب النساء. تتضمن المجموعة كاريكاتير ومنشورات سياسية بالإضافة إلى سير شخصية وموسيقية. تنظم المكتبة ورش عمل منتظمة لزيادة الوعي بالمجموعة وتشجيع النساء على صنع أنفسهن.

## الخدمات
يمكن الانضمام إلى مكتبة جلاسكو النسائية وزيارتها مجانًا، وتوفر النوادي والأحداث والدورات التدريبية وورش العمل. ويشمل هذا مشروع تعليم القراءة والكتابة والحساب للكبار، ومشروع النساء السود والنساء من الأقليات العرقية ومكتبة للاستعارة. تشتمل المحفوظات على قطع أثرية تاريخية ومعاصرة تتعلق بحياة المرأة وإنجازاتها. وتقدم المكتبة جولات إرشادية حول غلاسكو من خلال مشروع النساء يصنعن التاريخ تسلط الضوء على النساء المحليات مثل بيغ راشيل.
سمح مخطط المرجع الافتراضي في اسكتلندا، بطرح الأسئلة عبر الإنترنت إلى المكتبة منذ عام 2011.
تستضيف المكتبة بانتظام معارض تتراوح من أعمال فنانين خارجيين أو طلاب في مدرسة غلاسكو للفنون. وأُقيمت المعارض والأحداث المنتظمة الأخرى عبر الإنترنت في الآونة الأخيرة بسبب وباء COVID-19.